# Steve Horenstein
Stephen „Steve“ Horenstein (* um 1950) ist ein US-amerikanischer, in Israel lebender Jazz- und Improvisationsmusiker (Bariton- und Tenorsaxophon, Flöte, Komposition).

## Leben und Wirken
Horenstein arbeitete in den 1970er-Jahren u. a. als Musiker und Assistent für Bill Dixon (Considerations) und mit Franz Koglmann (Opium for Franz, 1977).  Für Soul Note  nahm er 1981/85 sein Debütalbum Collages: Jerusalem '85 auf. In Israel spielte er u. a. mit Baby Sommer, Joëlle Léandre (Live in Israel, 2001), Jerry Gaval und Jean Claude Jones. Im Bereich des Jazz war er zwischen 1976 und 2008 an 16 Aufnahmesessions beteiligt. Horenstein kombiniert in seinen Kompositionen Elemente von Jazz und Improvisation mit Material aus jüdischen und israelischen Quellen. Er unterrichtet an der Jerusalem Academy of Music and Dance; zu seinen Schülern gehört u. a. Yoni Kretzmer.

## Diskographische Hinweise
- Between the Silences (JICM Recordings, 2013)
- Raw and the Cooked (Kadima, 2015), mit Jean Claude Jones, Louic Kessus